# سیارات (مجموعه تلویزیونی)
سیارات یک مجموعه مستند تلویزیونی در ۵ قسمت محصول ۲۰۱۹ دو شبکه تلویزیونی بی‌بی‌سی/پی‌بی‌اس دربارهٔ منظومه شمسی است که توسط پروفسور برایان کاکس در نسخه بریتانیا و زکری کوئینتو در نسخه ایالات متحده ارائه شده‌است.
قسمت اول آن سه شنبه ۲۸ مه ۲۰۱۹ از بی‌بی‌سی دو پخش شد، و هر سیاره را با جزئیات بررسی می‌کند و نظریه‌ها و فرضیه های علمی در مورد شکل‌گیری و تکامل منظومه شمسی را بررسی می‌کند.
همچنین کتابی ۲۸۸ صفحه‌ای نوشته برایان کاکس و اندرو کوهن در ۲۳ می ۲۰۱۹ توسط هارپر کالینز منتشر شد.

## اپیزودها
این مجموع در ۵ اپیزود به شرح ذیل پخش شد:
| قسمت  | نام                              | سیارات          |
| ----- | -------------------------------- | --------------- |
| اول   | لحظه ای در خورشید - سیارات داخلی | عطارد و زهره    |
| دوم   | دو خواهر                         | زمین و مریخ     |
| سوم   | پدرخوانده                        | مشتری           |
| چهارم | زندگی فراتر از خورشید            | زحل             |
| پنجم  | در تاریکی - جهان‌های یخی          | اورانوس و نپتون |